# Anna Köppen

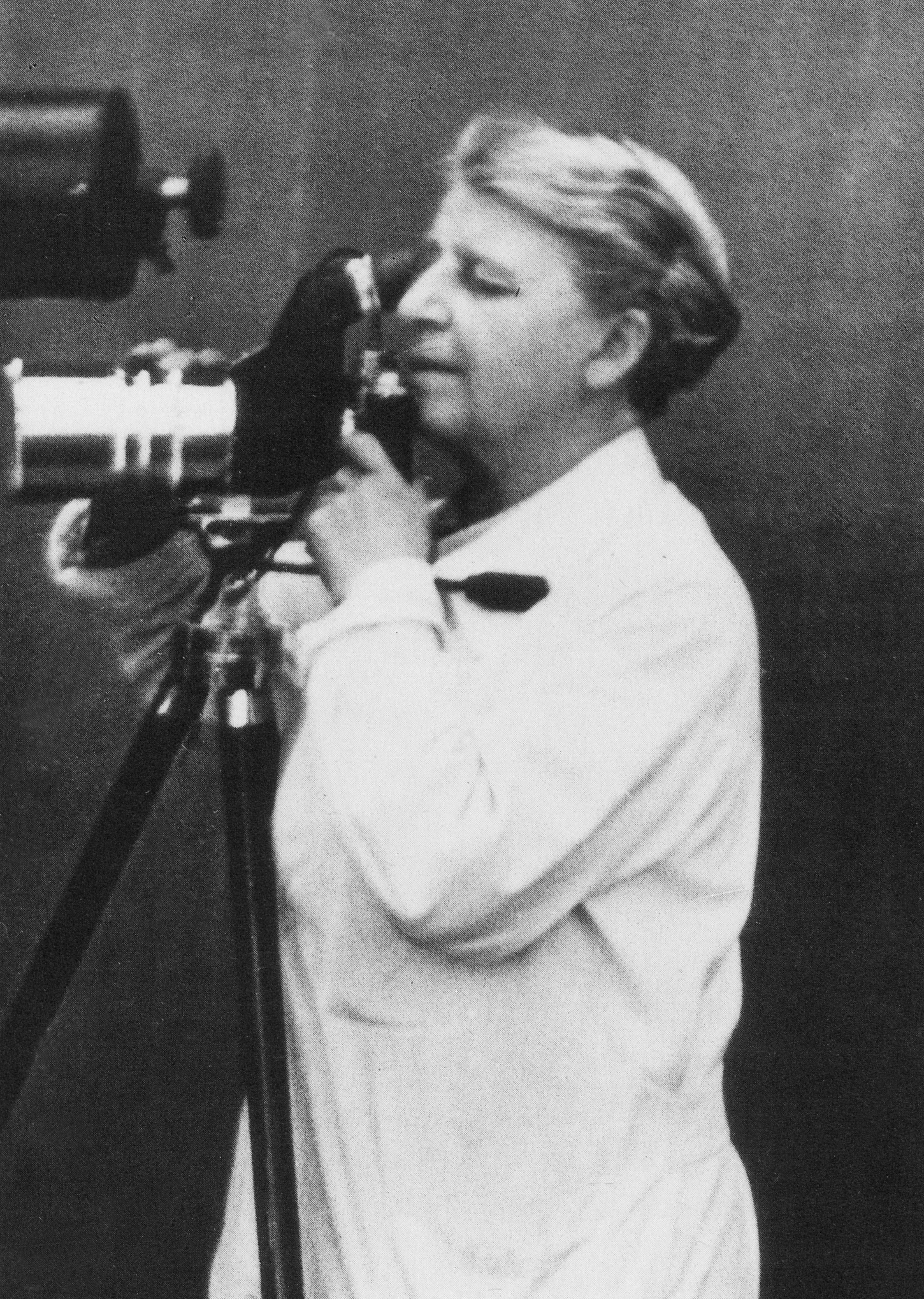
Anna Köppen

Anna Köppen (* 13. Januar 1881; † 5. Oktober 1965) war eine deutsche Fotografin.

## Leben
Köppen war ab 1898 Schülerin, ab 1900 Assistentin in der Photographischen Lehranstalt des Lette-Vereins, 1913 Meisterprüfung in der Photographie, ab 1915 Leiterin der metallographischen Abteilung der Photographischen Lehranstalt, von 1945 bis 1952 Leiterin der Technischen Berufsfachschule.
1905 erhielt der Lette-Verein eine Einrichtung für Mikrophotographie. Anna Köppen war maßgeblich daran beteiligt, dass sich daraus rasch ein weiterer Ausbildungsberuf entwickelte – die Metallografie. Mikroskopie, Spektrographie und Röntgenstrahlen wurden zur Untersuchung von Metallen verwendet. Anna Köppen praktizierte in den Ferien in Betrieben, initiierte Weiterbildungen, veranlasste große Firmen zur Stiftung von Geräten für die Ausbildung und arbeitete unermüdlich an der laufenden Entwicklung und Aktualisierung der Lehrinhalte. Darüber hinaus hatte sie ein großes Hobby – das Fliegen. 1913 nahm sie an einem Flugwettbewerb in Johannisthal teil, bei dem sie Luftaufnahmen anfertigte. Ihr spannender Bericht über diesen Flug ist im Archiv des Lette-Vereins erhalten.
Nach dem Zweiten Weltkrieg bis zu ihrer Pensionierung 1952 leitete Anna Köppen den Wiederaufbau der zerstörten Technischen Berufsfachschule, die trotz großer Verluste und anfangs fehlender Geräte den Ausbildungsbetrieb wieder aufnahm.

## Werke
- Blätter für weibliche Berufsberatung nichtakademischer Berufe, Teil: Nr. 16., Metallographin / Anna Köppen. - Stuttgart : Thienemann, 1932